# Вовчок малий
Вовчок малий (Orobanche minor Sm.) — вид рослин родини вовчкові (Orobanchaceae).

## Опис
Паразитична багаторічна рослина від 10 до 45 см заввишки. Паразитує в основному на Trifolium pratense, Trifolium medium, Medicago sativa, Onobrychis viciifolia, Ornithophus sativus. Надземна частина стебла пряма і проста. Литки лускаті від ланцетних до більш-менш трикутних, нефотосинтезуючі, шириною 3—5 мм; довжиною від 12 до 16 мм. Квіти двостатеві 10—18 мм. Сезон цвітіння з травня по кінець серпня. Плід являє собою капсулу, більш-менш яйцеподібну.

## Поширення
Африка: Алжир; Єгипет; Лівія; Марокко; Туніс; Еритрея; Ефіопія; Сомалі. Західна Азія: Кіпр; Ізраїль; Йорданія; Ліван; Сирія; Туреччина. Кавказ: Азербайджан; Грузія. Європа: Велика Британія; Австрія; Бельгія; Німеччина; Угорщина; Нідерланди; Словаччина; Швейцарія; Молдова; Україна [вкл. Крим]; Албанія; Боснія і Герцеговина; Болгарія; Хорватія; Колишня Югославія; Греція; Італія [вкл. Сардинія, Сицилія]; Чорногорія; Румунія; Сербія; Словенія; Франція [вкл. Корсика]; Португалія [вкл. Мадейра]; Гібралтар; Іспанія [вкл. Балеарські острови, Канарські острови]. Росте в найрізноманітніших ґрунтах; 0-1100 м, в основному в низьких і теплих регіонах. Може рости в півтіні або на повному сонячному світлі.